# コスモス557号
コスモス557号(ロシア語: Космос 557)は、サリュート計画の3番目の宇宙ステーションである。DOS-3とも呼ばれる。当初は、サリュート3号として打ち上げられる予定だったが、スカイラブの打上げ3日前の1973年5月11日に軌道投入に失敗し、コスモス557号という名前に改名された。
地上管制の範囲外を飛行している間に飛行制御システムが故障したため、姿勢制御スラスタが燃料を消費し尽くし、目的の高度に到達する前に制御を失った。既に軌道上に宇宙船があり、西側のレーダーに捕捉されていたため、ソビエト連邦は、この打上げをコスモス557号と偽装し、1週間後に地球の大気圏に再突入させた。これがサリュートであったと明かされたのは、ずっと後のことであった。